# Escola de Chicago (comunicação)
A Escola de Chicago é fundadora da reflexão teórica sobre a comunicação. Desenvolveu, nas primeiras décadas do século XX, a tese de que os processos de interação entre as pessoas são constituídos simbolicamente pela comunicação. As pessoas se relacionam através de símbolos e a vida social se mantém pelo fato dos seres humanos serem capazes de interpretar o Mundo.
Os símbolos pressupõem consenso e não apenas permitem estruturar a interação, mas são portadores de valores. A sociedade é uma estrutura simbólica hierarquizada, em que se fixam relações de domínio e distribuição de poder. A comunicação cria e sustenta essas hierarquias simbólicas, sendo, portanto, um processo que pode servir para promover ou reprimir o conhecimento e a autodeterminação.
Herbert Blumer, possivelmente o mais significativo teórico da comunicação da Escola de Chicago, é também um dos herdeiros mais representativos do Interacionismo Simbólico - vertente de estudos que se origina com Herbert Mead, um dos fundadores da Psicologia Social, na década de 1920. Em artigo de 1969, foi Blumer quem deu o nome de Interacionismo Simbólico  à herança de Mead. Segundo Mead, a comunicação é a maior possibilidade de interação social. Para ele, as pessoas constroem um conceito de si mesmas com base nos demais, desde o seu nascimento, através da interação. A linguagem permite que as ações sejam pouco a pouco substituídas por símbolos. Os homens não agem em função das coisas, mas do significado que as coisas tomam no processo da comunicação.
“A comunicação representa um processo estruturado simbolicamente. Constitui-se do emprego de símbolos comuns com vistas à interação, que funda a própria sociedade”.
Assim, para o autor, a comunicação não só possibilita a interação, mas expressa relações e confere sentido ao mundo. Os sujeitos têm uma experiência comum da realidade e constroem seu mundo como coletividade.
Blumer, desenvolvendo os pressupostos do Interacionismo Simbólico, elabora três premissas:
- o comportamento humano fundamenta-se nos significados dos elementos do mundo;
- a fonte dos significados é a interação social;
- a utilização dos significados ocorre através de um processo de interpretação.

A natureza dos objetos do mundo é social, ou seja, seus significados são constituídos pelas formas de interpretação, ditadas pela sociedade e pela interpretação dos sujeitos, moldada no cotidiano. Há elementos objetivos que favorecem a criação de determinadas imagens, mas esses elementos não representam a totalidade do simbólico. Há uma dimensão que é própria de quem está atribuindo o sentido. Se o homem é vivo,  pensante, é capaz de interpretar e os significados são sempre refeitos.
O espaço do “nascimento” dos significados - a interpretação dada pela sociedade e a promovida pelo sujeito - é a comunicação, a interação entre sociedade e indivíduo no compartilhamento de uma estrutura de sentido.
A Escola de Chicago chama a atenção também para a revolução tecnológica dos meios de comunicação, que os transformou no principal meio de difusão do conhecimento na sociedade.